# Angelo Dorigo
Angelo Dorigo, né le 30 juin 1921 à Belluno, est un réalisateur et scénariste italien.

## Filmographie partielle

### Comme réalisateur
- 1958 : Amour et Ennuis (Amore e guai)
- 1961 : La Grande Vallée (it) (La grande vallata) (+ scénariste)
- 1961 : Capitaines d'aventures (it) (Capitani di ventura)
- 1963 : Un marito in condominio (+ scénariste)
- 1966 : A... come assassino
- 1967 : Un colpo da re (it)
- 1968 : Assassino senza volto (it) (+ scénariste et monteur)